# Senzomotorické učení
Senzomotorické učení je učení se pohybovým návykům. Uskutečňuje se jako cvičení (výcvik, trénink).
U člověka je to například jízda na kole, jízda na lyžích, hra na hudební nástroj a různé druhy sportovních, manipulačních a pracovních činností.
Senzomotorické učení probíhá již v brzkém věku dítěte, a to výcvikem základních hygienických návyků a sebeobsluhy.
Podstatou je osvojování pohybových struktur založených na vzájemné koordinaci pohybů a koordinaci pohybů se senzorickými dojmy.
Výsledkem jsou motorické návyky, které spočívají na obratnosti (pohyby svého těla) a zručnosti (manuální činnosti), uplatňují se zde i kognitivní procesy (příkladem je tenis, který vyžaduje kromě pohybové obratnosti i osvojení určitých taktických postupů).

## Teorie senzomotorického učení
V současné době je studium vztahů mezi senzorikou, percepcí a pohyby vyvoláváno potřebami řízení a projektování lidských činností. Při hledání nových východisek v teorii učení vzhledem k rychle se měnícím pracovním činnostem, zejména z hlediska efektivnosti a spolehlivosti výkonu pracovníka, se dostávají do popředí otázky spojené se zrakovou percepcí, přenosem získaných informací do centra regulujícího výkonné orgány v určité závislosti na vstupní a zpětnovazební informaci. S tím souvisí otázka úlohy paměťových mechanismů a poznávacích procesů v motorické činnosti. Teorie senzomotorického činnosti se tím vymaňuje z limitujících hranic behaviorismu a pozitivistického a pragmatického funkcionalismu.
Teorie senzomotorické činnosti a učení není dosud uspokojivě propracována. Obecně se předpokládá, že senzomotorické procesy představují složitou syntézu smyslových a motorických složek, jejímž výsledkem jsou různé druhy dovedností a návyků. Ty mohou vznikat, jak o tom svědčí výzkumy senzorické a motorické činnosti včetně prací o různých formách podmiňování až po explorační učení potvrdily, že syntéza se týká vztahů mezi poznávacími složkami, potřebami subjektu, motivací a motorikou.
Behaviorické teorie včetně Thorndika, Hulla, Skinnera aj. mluvily jednostranně o motorickém učení, tj. podcenily jeho kognitivní složku. Motorické dovednosti se prý tvoří na podkladě nervových spojů mezi podnětem a reakcí. To je teoreticky nesprávné, mechanistické a v rozporu s rozsáhlými zkušenostmi z pracovního a sportovního výcviku. Vytvoření dokonalé dovednosti předpokládá jasnou představu a plán prováděné činnosti. Zejména provádění vrcholových výkonů (např. sportovních) vyžaduje cílevědomou a volní regulaci, jejíž vnitřní procesy však dosud nejsou zcela prozkoumány.

## Hlavní úloha senzomotorického učení
Hlavní úlohu v psychické regulaci motorické činnosti mají ty mechanismy, které se vytvářejí učením. V tomto smyslu lze v učení spatřovat základní regulační princip – pokud ovšem nejde o chování vrozené. Učící se jedinec řídí a mění své pohyby na základě výsledků dosažených svou vlastní činností. Získaná zkušenost se stává součástí jeho nové činnosti a podílí se na řízení nových forem pohybů. Senzomotorické učení je tedy specifický druh učení obecného. Při působení člověka na okolní svět a při jeho přetváření je pohyb prostředkem (nástrojem) k dosažení vytyčených cílů. Toto je základní funkce motorické činnosti. Uchopovacími pohyby člověk dosahuje toho, co potřebuje, a únikovými pohyby se vyhýbá tomu, co je mu nepříjemné. Pracovními pohyby ruky přetváří předměty a vyrábí produkty podle plánovaného cíle. V těchto procesech vznikají nové formy aktivního chování a sociálně podmíněné činnosti.
Ze současné teorie pohybových činností a senzomotorického učení vyplývá:
1. Hlavní výzkumné výsledky (Pernštejn, Drafty, Linhart aj.) zdůrazňují, že základní článek při formování motorických dovedností není automatizace pohybů, ale kognitivně motivační regulace.
2. Psychická regulace motoriky se uskutečňuje na kvalitativně odlišných úrovních.
3. Takto vznikající senzorické a percepčně motorické systémy se včleňují do celku struktury osobnosti.

## Pohyb
Pohyb je tedy nejen efektorně motorický akt, ale tvoří se svými řídícími kognitivními (senzorickými a myšlenkovými) složkami jednotnou senzomotorickou strukturu. Tato struktura je vývojovým předpokladem pozdější hierarchicky organizované lidské činnosti, jež je řízena složitými poznávacími procesy, motivačními faktory a vůlí. Existence těchto psychických regulačních systémů včetně vědomí je důvodem, proč studium pohybů není jen předmětem fyziologie, ale i psychologie, a proč v praktickém vědění lidí ve výrobním procesu a při zajišťování pracovní nebo sportovní výkonnosti musíme přihlížet k psychickým činitelům. Podle stanovených vývojových úrovní psychického odkazu a psychické regulace sem patří:
1. Psychická regulace na úrovni kvintárního odrazu – tj. na úrovni vědomí, která se projevuje v abstraktním myšlení, ve volním rozhodování, v cílevědomém jednání a ve společensky podmíněné vědomé motivaci a aspiraci.
2. Psychická regulace na úrovni kvartárního odrazu, který je podmíněn lidskou řečí, komunikací (např. regulace pohybu pomocí slovní instrukce aj.).
3. Nižší úroveň tvoří regulace na základě vjemu a představy (cíle, korekce pohybů na základě vnímaného předmětu, představy).
4. Předcházející 3 úrovně se vyvinuly na podkladě regulace pohybů bezprostřední smyslovou signalizací (vytváření různých podmíněných podnětů, pohybových podmíněných reakcí a podobně).
5. Relativně jednoduchá úroveň představuje regulace, jež je základem automatizovaného chování.
6. K vývojově nejstarším patří nervová regulace pohybů na základě vrozených reflexů (viz různé druhy instinktivního chování, jednotlivé pohybové reflexe).

Senzomotorické učení probíhá ve třech etapách:
1. Seznámení se s činností – činnost, která má být osvojena s podmínkami efektivního vykonávání.
2. Procvičování činnosti v celku a zvlášť určitých náročných složek.
3. Kontrola učení.

Na začátku si jedinec vytvoří zrakovou představu a opakováním ji naplňuje, poté, co se mu to zdaří, může dojít k zmechanizování činnosti.

## Druhy senzomotorického učení
V didaktickém procesu existuje 5 odlišných způsobů motorického učení.

### Imitační učení
Jedná se o cvičení napodobením daného (většinou obrazového) vzoru. Imitační učení patří k nejvíce vyskytovaným druhům, které se při nácviku dovedností využívají především u začátečníků a u cvičení, která vyžadují přesnost. Velké opodstatnění má i u složitých cvičení náročných na abstraktní myšlení. Představa pohybu se vytváří výhradně přes zrakový analyzátor, proto je velmi důležité správné předvedení ukázky. Mnohonásobným procvičováním (opakováním) se uskutečňuje fixace dovedností. Imitační učení vyplývá z principu nápodoby, dítě se učí od rodičů – jejich chování i názory. Uplatňuje se tendence získat co nejvíce odměn a vyhnout se trestu. Průběhem se zpevňované reakce rozvíjejí, zatímco nezpevňované zanikají. S rostoucím věkem roste počet modelů chování.

### Instrukční cvičení
Jedná se o cvičení podle slovního návodu Představa a smyšlení pohybu je dána pomocí slovních pokynů – instrukcí. Před prvními pokusy musí jedinec obsah instrukce řádně analyzovat a zpracovat. Nezbytná je znalost jednotlivých poznatků a nácviků, která dopomůže jedinci činnost vykonávat. Toto cvičení se aplikuje především při nácviku obtížnějších pohybových struktur u dětí s již částečně rozvinutým abstraktním učením (probíhá mezi 10–11 rokem a výše).

### Problémové učení
Cvičení probíhající na základě řešení úkolu. Problémové učení patří k velice náročným a složitým druhům učení. Nezbytnou složkou je samostatnost a tvořivost. Každému praktickému výskytu pokusu předchází myšlenková analýza vzniklé problémové situace, završená formulováním hypotézy – což má za příčinu předpoklad jejího možného řešení. Myšlenková analýza je následně v praktické činnosti kontrolovaná a podle povahy průběžného (nebo i finálního) výsledku je buď přijata nebo zamítnuta. Jedinec postupuje při řešení problémů buď za pomoci učitele nebo zcela samostatně.

### Zpětnovazební učení
Cvičení probíhající na základě poučení se z vlastních chyb. Po absolvování zpětnovazebního myšlení se jedinec dozví nezbytné informace o provedené dovednosti (pokus a omyl). Nositel zpětné informace je většinou učitel popřípadě vlastní výsledek činnosti (dosažený čas…). Zpětné informace rozlišujeme na:
- intrizitivní, vnitřní-proprioceptivní (zrak, sluch, „pocity pohybu“);
- extrinzitivní, vnější-exteroceptivní (informace poskytnutá navíc nad informace z vlastního pohybu). Nejčastěji používaným zpětnovazebním prostředkem je např. video.

### Ideomotorické učení
Učení se pohybu i ve svých představách. Teoretická podstata učení vyplývá z efektu, že kinestetické buňky v centrálním nervovém systému mohou být drážděny nejen periferně (aktivním pohybem), ale i centrálně (představou pohybu). Centrální podráždění vyplývá především evokováním slova, pojmu (vysloveným učitelem), nebo si ho může žák vybavit tím, že si promýšlí a představuje nacvičovaný pohyb (pohybovou dovednost). Náročnost ideometrického (... nebo ideomotorické) učení má za následek abstraktní myšlení a přiměřenou koncentraci. Praktické cvičení nemůže plně nahradit cvičení v představách, ale může být vhodným doplňkem.